# CPR-1000
CPR-1000 або CPR1000 (китайський PWR) — це реактор з водою під тиском покоління II+, заснований на французькій конструкції з трьома контурами охолодження потужністю 900 МВт (M310), імпортованій у 1980-х роках, покращеній для дещо збільшеної чистої вихідної потужності 1000 МВт (1080 МВт брутто) і 60-річним проєктним терміном служби.
CPR-1000 створено та експлуатується Китайською генеральною ядерною енергетичною групою (CGNPG), раніше відомою як China Guangdong Nuclear Power. Поступово все більше компонентів китайського виробництва використовувалося в агрегатах; другий побудований блок мав 70% обладнання, виготовленого в Китаї, з метою 90% китайського вмісту для наступних збірок.

## Будівництво
15 липня 2010 року перший в Китаї атомний енергоблок CPR-1000 Лінь Ао-3 був підключений до мережі, розпочавши тестування на критичність 11 червня 2010 року. Комерційну діяльність розпочав 27 вересня 2010 року, з початком комерційної експлуатації Лінь Ао-4 7 серпня 2011 року.
Станом на грудень 2019 року побудовано 18 реакторів CPR-1000. Крім блоків 3 і 4 Лінь Ао, реактор CPR-1000 був реалізований у Фанченгані (блоки 1 і 2), Фанцзяшані (блоки 1 і 2), Хун'яньхе (блоки 1–4), Нінде (блоки 1–4), Янцзяні (блоки 1–4).

## Проєкт
На основі M310 компанія CGN розробила вдосконалений реактор з водою під тиском другого покоління під назвою CPR-1000. CPR-1000 займає велику частку в усіх реакторах, що будуються в Китаї. M310 використовує базовою конструкцією блоки 5 і 6 атомної електростанції Гравлін у Франції.
CPR-1000 має потужність 1086 МВт, триконтурну конструкцію та 157 паливних збірок (активна довжина 12 футів), збагачених до 4,5% U-235. Конструкцією паливної збірки є 17x17 AFA 3G M5 AREVA, яка може бути виготовлена в Китаї. Інші характеристики включають проєктний термін служби, який може перевищувати 40 років, і 18-місячний паливний цикл. Він має цифрову контрольно-вимірювальну систему та систему керування, а також оснащений рекомбінаторами водню та насосами для стримування.
Оригінальні реактори M310 у Дайя-Вань та Лінь Ао черги 1 іноді також називаються CPR-1000, але вони тісно засновані на французькому проєкті 900 МВт (M310), з чистою вихідною потужністю нижче 1000 МВт і використовують переважно імпортні компоненти.
Areva зберігає деякі права інтелектуальної власності на CPR-1000, що обмежує потенціал продажів за кордоном. Однак у 2010 році Financial Times повідомила, що Areva розглядає можливість продажу CPR-1000 як меншого та простішого реактора другого покоління разом із більшим EPR для країн, які ще не знайомі з атомною енергією. У січні 2012 року CGNPG домовився про партнерство з Areva та EDF для розробки реактора на основі CPR-1000., який може створити проєкт, зближений з Mitsubishi і реактором Areva на 1000 МВт Atmea.
CNP-1000 є подібною 3-контурною конструкцією CNNC, але з іншою активною зоною реактора.

## ACPR-1000
У 2010 році CGNPG оголосила про подальшу еволюцію конструкції до рівня III покоління, ACPR-1000, який також замінить компоненти CPR-1000, обмежені правами інтелектуальної власності. CGNPG прагнула отримати можливість самостійно продавати ACPR-1000 на експорт до 2013 року. CGNPG проводить розробку у співпраці з Dongfang Electric, Shanghai Electric, Harbin Electric, China First Heavy Industries і China Erzhong.
Ядро ACPR1000 складається з 157 паливних збірок (активна довжина 14 футів) і має проєктний термін служби 60 років. Інші функції включають пастку розплаву і подвійну захисну оболонку як додаткові заходи безпеки і десять основних технічних удосконалень порівняно з попередником CPR-1000. Це був перший китайський реактор з цифровою системою управління вітчизняної розробки. Unit 5 and 6 at Tianwan Nuclear Power Plant are similarly classified as ACPRs.
Янцзян 5 був першим будівництвом реактора ACPR-1000, яке почалося наприкінці 2013 року. Він почав комерційну експлуатацію в липні 2018 року.

## ACPR-1000+
Після ядерної катастрофи на Фукусімі було описано переглянуту конструкцію під назвою ACPR-1000+. Особливості включають подвійну оболонку для захисту від зовнішніх вибухів і літаків, покращену сейсмічну здатність до 0,3 g, збільшені термічні запаси ядра та покращені операційні системи. Валову вихідну потужність було збільшено до 1150 МВт. ACPR-1000+ планувався до експорту з 2014 року.

## Об'єднання ACP-1000 та ACPR-1000 у Хуалун 1
Починаючи з 2011 року, CNNC поступово об’єднує свій проєкт атомної електростанції ACP-1000 з дизайном CGN ACPR-1000, дозволяючи деякі відмінності, під керівництвом китайського ядерного регулятора. Обидва мають триконтурні конструкції, спочатку засновані на тій самій французькій конструкції M310, що використовувалася в Дайя-Бей, зі 157 паливними збірками, але пройшли різні процеси розробки (ACP-1000 CNNC має більш вітчизняний дизайн зі 177 паливними збірками, тоді як ACPR-1000 CGN є ближча копія з 157 ТВЗ). На початку 2014 року було оголошено, що об’єднаний проєкт переходить від попереднього до детального проєктування. Вихідна потужність становитиме 1150 МВт з розрахунковим терміном служби 60 років і використовуватиме комбінацію пасивних і активних систем безпеки з подвійною захисною оболонкою. Конструкція паливної збірки CNNC 177 була збережена.
Спочатку об’єднаний дизайн мав називатися ACC-1000, але зрештою його назвали Хуалун 1. У серпні 2014 року експертна комісія китайського ядерного регулятора класифікувала проєкт як проєкт реактора третього покоління з незалежними правами інтелектуальної власності. В результаті успішного злиття моделі ACP-1000 і ACPR-1000 більше не пропонуються.

## Зовнішні посилання
- CPR1000 Design, Safety Performance and Operability, Steven Lau, Daya Bay Nuclear Power Operations and Management Company, 5 July 2011.
- The Proprietary Brand Technology of Chinese Nuclear Power 1000MW – CPR1000, Dr. Shaozhang Cui, President, China Nuclear Power Design Company, ISSNP 2008.
- China’s “Hualong 1” passes the first stage of the UK GDA process, Euan Mearns / Andy Dawson, Energy Matters, 24 November 2017.